# Mounif Nehmeh
Mounif Nehmeh (* 8. November 1977 in Sidon) ist ein libanesischer Architekt und Bauunternehmer.

## Leben
Nehmeh studierte an der École des Beaux-Arts in Libanon, schloss im Jahr 2000 mit Auszeichnung ab und erhielt seinen Master-Abschluss mit Auszeichnung im Jahr 2002. Er hat im Laufe seiner Karriere auch eine Reihe Auszeichnungen erhalten.
Nehmeh gründete sein Geschäft in Kuwait und Katar und entwickelt seitdem ikonische Projekte für den öffentlichen sowie den privaten Sektor. Seit dem Jahr 2003 ist seine Firma als „MNA Group“ bekannt, ein Generalunternehmen für Projekte im industriellen, gewerblichen, institutionellen und privaten Bereich (einschließlich Wohnprojekte hoher Dichte), das auch ein internationales Design- und Architekturbüro unterhält.
Heute ist Nehmeh ein bekannter Entwickler prestigeträchtiger Projekte in Kuwait und Katar, wo sein Engagement in der Konzeptions-, Entwicklungs- und Konstruktionsbranche ihm einen hervorragenden Ruf innerhalb der arabischen Länder eingebracht hat, vor allem wegen maßgeblicher Projekte. Er ist daher aktives Mitglied vieler beruflicher und gesellschaftlicher Organisationen, wo er großen Einfluss ausübt, und unterhält persönliche Freundschaften mit Elite-Mitgliedern der königlichen Familien von Kuwait und Katar.
In den letzten zehn Jahren hat Nehmeh, mit Seniorpartnern, Projekte in Kuwait und Katar im Wert von über 600 Millionen Dollar entworfen und gebaut.
Nehmeh hat eine ganze Reihe bemerkenswerter Gebäude in den arabischen Ländern konzipiert und gebaut, wobei die wichtigsten folgend aufgeführt werden. Die Liste umfasst darüber hinaus auch Projekte, die nie gebaut wurden, die sich in der Bauphase befinden und mit deren Konstruktion erst noch begonnen werden muss.

## Konzeptuelle Projekte
- New York, USA, World Trade Center, konzeptueller Vorschlag
- S-200, Konzept für die weltgrößte Luxusyacht
- Dubai, Arab Icon, senkrechte Stadt
- Katar, Millennium City, Entwicklung schwimmender Inseln

## Vollendete Projekte
- 2010–2012 Saudi-Arabien, technische Entwicklung und Projektleitung, Prinz Sultan bin Abdulaziz Al Saud Kronprinz von Saudi-Arabien, Projekt mit Mischnutzung
- 2010–2012 Kuwait, Projektentwicklung und Projektleitung, Ihre Hoheit Scheich Nawaf Al-Ahmad Al-Jaber Al-Sabah, privater Palast
- 2010–2012 Kuwait, Projektentwicklung und Projektleitung, Scheicha Bibi Al-Fahad Al-Ahmed Al-Sabah, privates Wohnprojekt
- 2010–2012 Kuwait, Projektentwicklung und Bau, Scheich Ahmad Meshal Al-Ahamad Al-Jaber Al-Sabah, privates Wohnprojekt
- 2010–2012 Katar, Design und Veredelung, Scheich Nawaf Bin Jassim Bin Jabor Al Thani, privater Palast
- 2010–2012 Kuwait, Projektentwicklung und Bau, Fawaz Khalid Al-Marzouq, Einkaufszentrum
- 2010–2012 Kuwait, Projektleitung und Bau, Youssef Khalid Al-Marzouk, Privatresort
- 2010–2012 Kuwait, Projektentwicklung, Jawad Bukhamseen, Moschee
- 2010–2012 Kuwait, Projektentwicklung, La'ala Al-Kuwait Co, kommerzieller Bau
- 2010–2012 Kuwait, Projektentwicklung und Veredelung der Innenräume, Raed Tower, Projekt mit Mischnutzung
- 2010–2012 Kuwait, Entwicklung der Innenräume, Veredelung der Innenräume und Außenräume, Crystal Tower, Hochhaus mit Mischnutzung
- 2010–2012 Kuwait, Entwicklung der Innenräume, Realisierung der Innenräume und Außenkomponenten, Crowne Plaza, Hotel
- 2010–2011 Kuwait, Entwicklung und Realisierung der Innenräume, Bukhamseen Holding Group, kommerzieller Bauten
- 2010–2012 Kuwait, Projektentwicklung und Veredelung, Einkaufszentrum Al Osaimi
- 2010–2012 Kuwait, Design und Realisierung der Innenräume, LB, Wohnprojekt
- 2010–2012 Kuwait, Realisierung der Innenräume, Al Hajeri, Wohnprojekte
- 2009–2011 Kuwait, Entwicklung der Innenräume und Bau, Marzouq Al-Marzouq, Privatresort
- 2009–2010 Kuwait, Entwicklung und Realisierung der Innenräume, Kuwait National Petroleum Company, Zentrale
- 2008–2010 Kuwait, Entwicklung der Innenräume, Loay Jassim Al-Kharafi, Turm
- 2008–2010 Kuwait, Projektentwicklung und Bau, Bukhamseen Holding Group, Privatresorts
- 2008–2010 Kuwait, Entwicklung der Innenräume, Khaled Al-Sabti, Krankenhaus
- 2007–2008 Kuwait, Entwicklung und Realisierung der Innenräume, Hamad M. Al-Wazzan, Ford Zentrale
- 2006–2008 Kuwait, Projektentwicklung und Realisierung der Innenräume, Kuwait International Bank, Zentrale
- 2006–2012 Kuwait, Projektentwicklung und Realisierung der Innenräume, Kuwait International Bank, eigenständige Filialen
- 2005–2008 Kuwait, Entwicklung der Innenräume, Dubai, National Bank of Kuwait, Privatbankfilialen
- 2004–2006 Kuwait, Projektentwicklung und Bau, Boubyan Bank, Zentrale
- 2003–2005 Kuwait, Projektentwicklung und Bau, Boubyan Bank, Filialen

## Laufende und zukünftige Projekte
- Katar, Projektentwicklung, Qatar Islands, Inseln
- Kuwait, Projektentwicklung und Realisierung der Innenräume, Platinum Tower (Turm)
- Kuwait, Projektentwicklung und Bau, OB, Privatresort
- Kuwait, Projektentwicklung und Bau, Marzuk Al-Marzuk, Wüsteneinkaufszentrum
- Kuwait, Projektentwicklung und Bau, DC, Privatwohnprojekt
- Kuwait, Projektentwicklung und Bau, Kuwait International Bank, weitere Filialen
- Kuwait, Projektentwicklung und Bau, SH, kommerzielles Megabauvorhaben für den Einzelhandel